# Puchar Szwajcarii w piłce siatkowej mężczyzn (2022/2023)
Puchar Szwajcarii w piłce siatkowej mężczyzn 2022/2023 (oficjalna nazwa: Mobiliar Volley Cup Männer 2022/2023) – 63. sezon rozgrywek o siatkarski Puchar Szwajcarii zorganizowany przez Swiss Volley. Zainaugurowany został 19 września 2022 roku. Brały w nim udział kluby z Nationalliga A, Nationalliga B, 1. Ligi oraz lig regionalnych (tj. 2. Ligi, 3. Ligi i 4. Ligi).
Rozgrywki składały się z sześciu rund wstępnych, 1/8 finału, ćwierćfinałów, półfinałów i finału. Drużyny z Nationalliga A dołączyły do rozgrywek w 1/8 finału.
Finał odbył się 25 marca 2023 roku w hali Axa Arena w Winterthur. Po raz dziewiąty Puchar Szwajcarii zdobył klub Chênois Genève Volleyball, który w finale pokonał Lausanne UC. Najlepszymi zawodnikami finału wybrani zostali Argentyńczyk Germán Johansen oraz Serb Dejan Radić.

## System rozgrywek
Puchar Szwajcarii w sezonie 2022/2023 składał się z sześciu rund wstępnych, 1/8 finału, ćwierćfinałów, półfinałów i finału. We wszystkich rundach drużyny rywalizowały w parach, a o awansie decydowało jedno spotkanie.
W 1. rundzie uczestniczyły drużyny grające w ligach regionalnych, w 2. rundzie do rozgrywek dołączyły zespoły z 1. Ligi, w 5. rundzie – z Nationalligi B, natomiast w 1/8 finału – z Nationalligi A.
Drużyny z lig regionalnych oraz z 1. Ligi podzielone zostały na cztery grupy (A, B, C i D) na podstawie przynależności do związków regionalnych. Pary meczowe rund wstępnych wyłonione zostały w drodze losowania z uwzględnieniem podziału na grupy. Na podstawie losowania ustalone zostały także pary 1/8 finału, ćwierćfinałów oraz półfinałów.
| Grupa A                                                                                         |
| ----------------------------------------------------------------------------------------------- |
| Région Genève (SNVRG)                                                                           |
| - Groupement Sportif du CERN - SNVB                                                             |
| Région Vaud (SVRV)                                                                              |
| - VBC Bussigny - VBC Cheseaux - VBC Eburo - VBC La Côte - VBC Lausanne - VBC Le Mont - VBC Orbe |
| Région Neuchâtel (SVRN)                                                                         |
| - NUC - VBC E2L - VBC Le Locle                                                                  |
| Région Jura-Seeland (SVRJS)                                                                     |
| - Bienne Volleyboys - Nidau Volley - VBC Porrentruy                                             |

| Grupa B |
| --- |
| Région Fribourg (SVRF) |
| - CAP Volley - Gibloux Volley - TV Murten Volleyball - VBC Bulle - VBC Fribourg - VBC Schmitten                                                        |
| Region Bern-Solothurn (SVRBESO) |
| - TV Zollikofen - VBC Aeschi - VBC Langenthal - VBC Münchenbuchsee - VBC Thun - VBC Uni Bern - Volero Aarberg - Volley Oberdiessbach - Volley Uni Bern |

| Grupa C |
| --- |
| Region Basel (SVRB) |
| - SC Novartis - TV Arlesheim - TV Muttenz - VB Therwil - VBC Bubendorf - VBC Gelterkinden - VBC Laufen                           |
| Region Aargau (SVRA) |
| - BTV Aarau - SV Volley Wyna - TV Lunkhofen - VBC Kanti Baden - VBC Mellingen - VC Los Unidos Oberes Seetal - Volley Mutschellen |
| Region Innerschweiz (SVRI) |
| - Hochdorf Audacia - LK Zug - Raiffeisen Volleya Obwalden - VBC Buochs - VBC Ebikon 2 - Volley Emmen-Nord - VTV Horw             |
| Regione Ticino e Moesa (SVRTM)                                                                                                   |
| - Dragons Lugano |

| Grupa D |
| --- |
| Region Zürich (SVRZ) |
| - KSC Wiedikon - OTA Volley - Rainbow Sport Zürich - VBC Einsiedeln - VBC Embrach - VBC Freies Gymnasium - VBC Kanti Limmattal - VBC Spada Academica - VBC Stäfa - VBC Swiss - VC Tornado Adliswil - Volley Uster - Wädivolley |
| Region Nord-Ostschweiz (SVRNO) |
| - Appenzeller Bären - Rheno Volleyball - Stadtturnverein Wil - VBC Andwil-Arnegg - VBC Seuzach - VBC Wittenbach - VBG Klettgau - VBR Rickenbach - VC Smash Winterthur - Volley Bütschwil - Volley Flawil - Volley Goldach      |
| Region GSGL (SVRGSGL) |
| - VBC Linth - VBC March |

## Drużyny uczestniczące
W Pucharze Szwajcarii w sezonie 2022/2023 uczestniczyło 95 drużyn z Nationalligi A, Nationalligi B, 1. Ligi oraz lig regionalnych (2. Ligi, 3. Ligi i 4. Ligi).
| Nationalliga A (7 drużyn) | Nationalliga A (7 drużyn) |
| ------------------------- | ------------------------- |
| Chênois Genève Volleyball | zwycięstwo                |
| Concordia Volley Luzern   | ćwierćfinał               |
| Lausanne UC               | finał                     |
| Lindaren Volley Amriswil  | półfinał                  |
| TSV Jona Volleyball       | 1/8 finału                |
| Volley Näfels             | ćwierćfinał               |
| Volley Schönenwerd        | 1/8 finału                |
| Nationalliga B (9 drużyn) |                           |
| City Volley Basel         | 1/8 finału                |
| Colombier Volley          | 1/8 finału                |
| Lutry-Lavaux Volleyball   | ćwierćfinał               |
| STV St. Gallen            | ćwierćfinał               |
| VBC Servette Star-Onex    | 6. runda                  |
| VBC Sursee                | 6. runda                  |
| VBC Voléro Zürich         | 1/8 finału                |
| VBC Züri Unterland        | 1/8 finału                |
| Volleyball Papiermühle    | półfinał                  |

| 1. Liga (28 drużyn)        | 1. Liga (28 drużyn) |
| -------------------------- | ------------------- |
| Bienne Volleyboys          | 2. runda            |
| BTV Aarau                  | 1/8 finału          |
| CAP Volley                 | 2. runda            |
| Dragons Lugano             | 5. runda            |
| Groupement Sportif du CERN | 2. runda            |
| LK Zug                     | 2. runda            |
| Nidau Volley               | 3. runda            |
| SV Volley Wyna             | 3. runda            |
| TV Lunkhofen               | 2. runda            |
| TV Murten Volleyball       | 2. runda            |
| VB Therwil                 | 4. runda            |
| VBC Aeschi                 | 2. runda            |
| VBC Andwil-Arnegg          | 2. runda            |
| VBC Buochs                 | 2. runda            |
| VBC Cheseaux               | 5. runda            |
| VBC Einsiedeln             | 6. runda            |
| VBC Gelterkinden           | 2. runda            |
| VBC Kanti Baden            | 5. runda            |
| VBC Lausanne               | 2. runda            |
| VBC Le Locle               | 2. runda            |
| VBC Münchenbuchsee         | 3. runda            |
| VBC Porrentruy             | 2. runda            |
| VBC Thun                   | 5. runda            |
| VBC Uni Bern               | 4. runda            |
| VC Smash Winterthur        | 4. runda            |
| Volero Aarberg             | 2. runda            |
| Volley Emmen-Nord          | 2. runda            |
| Volley Oberdiessbach       | 3. runda            |

| Ligi regionalne             | Ligi regionalne     | Ligi regionalne     | Ligi regionalne     | Ligi regionalne      | Ligi regionalne    |
| 2. Liga (29 drużyn)         | 2. Liga (29 drużyn) | 3. Liga (16 drużyn) | 3. Liga (16 drużyn) | 4. Liga (6 drużyn)   | 4. Liga (6 drużyn) |
| --------------------------- | ------------------- | ------------------- | ------------------- | -------------------- | ------------------ |
| Appenzeller Bären           | 3. runda            | Gibloux Volley      | 1. runda            | Rainbow Sport Zürich | 2. runda           |
| Hochdorf Audacia            | 3. runda            | Rheno Volleyball    | 1. runda            | VBC Ebikon 2         | 1. runda           |
| KSC Wiedikon                | 3. runda            | Stadtturnverein Wil | 1. runda            | VBC Eburo            | 1. runda           |
| NUC                         | 1. runda            | TV Muttenz          | 1. runda            | VBC Embrach          | 1. runda           |
| OTA Volley                  | 2. runda            | TV Zollikofen       | 2. runda            | VBC Freies Gymnasium | 1. runda           |
| Raiffeisen Volleya Obwalden | 2. runda            | VBC Le Mont         | 1. runda            | Volley Flawil        | 1. runda           |
| SC Novartis                 | 1. runda            | VBC Linth           | 1. runda            |                      |                    |
| SNVB                        | 6. runda            | VBC Mellingen       | 1. runda            |                      |                    |
| TV Arlesheim                | 3. runda            | VBC Seuzach         | 1. runda            |                      |                    |
| VBC Bubendorf               | 2. runda            | VBC Stäfa           | 1. runda            |                      |                    |
| VBC Bulle                   | 3. runda            | VBC Swiss           | 1. runda            |                      |                    |
| VBC Bussigny                | 4. runda            | VBG Klettgau        | 3. runda            |                      |                    |
| VBC E2L                     | 3. runda            | VBR Rickenbach      | 1. runda            |                      |                    |
| VBC Fribourg                | 1. runda            | VC Tornado Adliswil | 2. runda            |                      |                    |
| VBC Kanti Limmattal         | 3. runda            | Volley Goldach      | 2. runda            |                      |                    |
| VBC La Côte                 | 5. runda            | Wädivolley          | 1. runda            |                      |                    |
| VBC Langenthal              | 2. runda            |                     |                     |                      |                    |
| VBC Laufen                  | 5. runda            |                     |                     |                      |                    |
| VBC March                   | 1. runda            |                     |                     |                      |                    |
| VBC Orbe                    | 1. runda            |                     |                     |                      |                    |
| VBC Schmitten               | 1. runda            |                     |                     |                      |                    |
| VBC Spada Academica         | 4. runda            |                     |                     |                      |                    |
| VBC Wittenbach              | 2. runda            |                     |                     |                      |                    |
| VC Los Unidos Oberes Seetal | 2. runda            |                     |                     |                      |                    |
| Volley Bütschwil            | 3. runda            |                     |                     |                      |                    |
| Volley Mutschellen          | 1. runda            |                     |                     |                      |                    |
| Volley Uni Bern             | 3. runda            |                     |                     |                      |                    |
| Volley Uster                | 2. runda            |                     |                     |                      |                    |
| VTV Horw                    | 1. runda            |                     |                     |                      |                    |

## Rozgrywki

### Rundy wstępne

#### 1. runda
Grupa A
| 20.09.2022 20:30 (UTC+2) | VBC Orbe | 1:3 (25:14, 25:27, 13:25, 17:25) | VBC Bussigny | Salle omnisport (Chemin du Puisoir 3), Orbe Sędziowie: Mircea Budusan i Alexandre David |

| 21.09.2022 21:00 (UTC+2) | VBC Eburo | 1:3 (16:25, 16:25, 25:23, 10:25) | VBC La Côte | Salle du collège de la Place d'Armes, Yverdon-les-Bains Sędziowie: Jacky Duong i Christian Roggo |

| 29.09.2022 21:00 (UTC+2) | VBC Le Mont | 0:3 (19:25, 13:25, 21:25) | VBC E2L | Salle de gym Rionzi, Le Mont-sur-Lausanne Sędziowie: Nicola Conti i Philippe Duvoisin |

| 01.10.2022 14:30 (UTC+2) | SNVB | 3:0 (25:12, 25:15, 25:18) | NUC | Centre Sportif Sous-Moulin, Thônex Sędziowie: Mihaela Milos i Mathieu Defossez |

Grupa B
| 27.09.2022 20:30 (UTC+2) | VBC Bulle | 3:2 (25:16, 25:21, 22:25, 25:27, 15:6) | VBC Fribourg | Salle omnisports du Collège du Sud, Bulle Sędziowie: Claude Ruffieux i Philippe Genoud |

| 22.09.2022 20:30 (UTC+2) | VBC Langenthal | 3:1 (25:9, 21:25, 25:15, 25:21) | VBC Schmitten | Turnhalle Gymnasium 1, Langenthal Sędziowie: Noeh-Curdin Wieland i Maya Nyffenegger |

| 22.09.2022 20:15 (UTC+2) | Volley Uni Bern | 3:0 (25:12, 25:12, 25:14) | Gibloux Volley | Turnhalle Bitzius, Berno Sędziowie: Andy Sigrist i Michelle Pfister |

Grupa C
| 26.09.2022 20:45 (UTC+2) | VBC Mellingen | 0:3 (17:25, 22:25, 22:25) | Hochdorf Audacia | Turnhalle Kleine Kreuzzelg, Mellingen Sędziowie: David Fricker i René Baumann |

| 21.09.2022 20:30 (UTC+2) | VBC Ebikon 2 | 0:3 (15:25, 13:25, 14:25) | VBC Laufen | Schulhaus Wydenhof, Ebikon Sędziowie: Thanh Ut Nguyen i Martina Jasmin Müller |

| 29.09.2022 20:30 (UTC+2) | VTV Horw | 0:3 (14:25, 23:25, 14:25) | Raiffeisen Volleya Obwalden | Horwerhalle, Horw Sędziowie: Ernst Gander i Andrea Ruth Schmidig |

| 30.09.2022 20:30 (UTC+2) | Volley Mutschellen | 2:3 (11:25, 25:19, 14:25, 25:13, 8:15) | VBC Bubendorf | Turnhalle, Rudolfstetten-Friedlisberg Sędziowie: Jorge Bastante i Alain Tüscher |

| 22.09.2022 20:30 (UTC+2) | TV Muttenz | 0:3 (20:25, 17:25, 23:25) | TV Arlesheim | Turnhallen Kriegacker, Muttenz Sędziowie: Daniela Tschudin i Christina Faye |

| 19.09.2022 20:30 (UTC+2) | VC Los Unidos Oberes Seetal | 3:0 (25:20, 25:23, 25:18) | SC Novartis | Mehrzweckhalle, Bettwil Sędziowie: Michael Hutmacher i Manuel Hösch |

Grupa D
| 26.09.2022 20:45 (UTC+2) | Stadtturnverein Wil | 0:3 (19:25, 18:25, 23:25) | Volley Goldach | Ebnet-Saal, Bronschhofen Sędziowie: David Hollenstein i Romana Studerus |

| 23.09.2022 20:30 (UTC+2) | Rheno Volleyball | 0:3 (22:25, 15:25, 17:25) | VBC Spada Academica | Kantonsschule, Heerbrugg Sędziowie: Thomas Simon i Matthias Wüthrich |

| 20.09.2022 20:30 (UTC+2) | VBG Klettgau | 3:2 (25:18, 24:26, 25:27, 25:20, 15:11) | VBC Swiss | Neue Zimmerberghalle, Beringen Sędziowie: Luis Alberto Schäppi i Miguel Fässler |

| 22.09.2022 20:30 (UTC+2) | VBC Embrach | 0:3 (21:25, 12:25, 13:25) | Rainbow Sport Zürich | Primarschulhaus Ebnet, Embrach Sędziowie: Christian Wolf |

| 22.09.2022 20:30 (UTC+2) | VBC Linth | 0:3 (17:25, 23:25, 14:25) | OTA Volley | Turnhalle Breiten, Eschenbach Sędziowie: Carlos Enrique Castro i Gianluca Gigante |

| 23.09.2022 20:00 (UTC+2) | Volley Flawil | 0:3 (11:25, 24:26, 11:25) | VC Tornado Adliswil | Turnhalle Feld, Flawil Sędziowie: Luzia Seiz |

| 26.09.2022 20:00 (UTC+2) | VBC Freies Gymnasium | 0:3 (12:25, 22:25, 17:25) | VBC Wittenbach | Freies Gymnasium Zürich, Zurych Sędziowie: Nicole Moor i Jorge Bastante |

| 22.09.2022 20:30 (UTC+2) | VBR Rickenbach | 0:3 (16:25, 16:25, 22:25) | Volley Uster | Mehrzweckhalle Hofacker, Rickenbach Sędziowie: Miguel Fässler i Deborah Tobler-Kaufmann |

| 24.09.2022 10:00 (UTC+2) | VBC Stäfa | 0:3 (18:25, 18:25, 15:25) | Volley Bütschwil | Turnhalle Tränkebach, Stäfa Sędziowie: Marianne Müller i Neboisa Todorovic |

| 28.09.2022 20:30 (UTC+2) | VBC Seuzach | 1:3 (22:25, 16:25, 25:20, 18:25) | VBC Kanti Limmattal | Sporthalle Rietacker, Seuzach Sędziowie: Ines Schabhüttl i Luis Alberto Schäppi |

| 26.09.2022 20:30 (UTC+2) | Wädivolley | 0:3 (14:25, 10:25, 18:25) | KSC Wiedikon | Schulhaus Glärnisch, Wädenswil Sędziowie: Matthias Becker i Christian Wolf |

| 20.09.2022 20:30 (UTC+2) | Appenzeller Bären | 3:0 (25:15, 25:14, 25:18) | VBC March | Sporthalle Wühre, Appenzell Sędziowie: Rolf Scheiwiller i Paul Reumer |

#### 2. runda
Grupa A
| 10.10.2022 21:00 (UTC+2) | VBC La Côte | 3:2 (25:19, 21:25, 26:28, 25:21, 15:8) | VBC Le Locle | Collège des Tuillières, Gland Sędziowie: Philippe Rupp i Gregory Messerli |

| 03.10.2022 20:00 (UTC+2) | Bienne Volleyboys | 2:3 (25:15, 20:25, 19:25, 25:20, 9:15) | Nidau Volley | Sporthalle des Gymnasiums Strandboden, Biel/Bienne Sędziowie: David Brebta i Charlotte Goelen |

| 16.10.2022 16:00 (UTC+2) | VBC Cheseaux | 3:0 (25:20, 25:15, 25:16) | Groupement Sportif du CERN | Salle du Marais du Billet, Cheseaux-sur-Lausanne Sędziowie: Nicola Conti i Emilie Marcou |

| 11.10.2022 20:45 (UTC+2) | SNVB | 3:0 (25:16, 25:15, 25:22) | VBC Lausanne | Collège de Candolle, Chêne-Bourg Sędziowie: Mihaela Milos i Salvatore Finocchiaro |

| 14.10.2022 21:00 (UTC+2) | VBC Bussigny | 3:0 (25:23, 25:17, 25:19) | VBC Porrentruy | Salle de la Tatironne, Bussigny Sędziowie: Mihaela Milos i Edivanda Inacio De Jesus |

Grupa B
| 09.10.2022 18:00 (UTC+2) | VBC Münchenbuchsee | 3:2 (25:21, 25:19, 24:26, 23:25, 15:10) | Volero Aarberg | Mehrzweckhalle Ortschwaben, Meikirch Sędziowie: Slavisa Petkovic i Alfio Sanapo |

| 13.10.2022 20:30 (UTC+2) | Volley Uni Bern | 3:1 (24:26, 25:18, 25:18, 25:13) | CAP Volley | Sporthalle ZSSW 1-3, Berno Sędziowie: Alfio Sanapo i Noemi Messerli |

| 04.10.2022 20:30 (UTC+2) | VBC Thun | 3:2 (25:23, 21:25, 20:25, 25:22, 16:14) | TV Murten Volleyball | Sporthalle Schadau, Thun Sędziowie: Andy Sigrist i Sven Koller |

| 06.10.2022 20:30 (UTC+2) | VBC Bulle | 3:1 (22:25, 25:23, 25:22, 25:7) | VBC Aeschi | CO de La Tour-de-Trême, La Tour-de-Trême Sędziowie: Samuel Lobsiger |

| 13.10.2022 20:30 (UTC+2) | VBC Langenthal | 0:3 (22:25, 23:25, 21:25) | Volley Oberdiessbach | Turnhalle Gymnasium 1, Langenthal Sędziowie: Andy Sigrist i Corina Suter |

| 13.10.2022 20:30 (UTC+2) | TV Zollikofen | 0:3 (17:25, 11:25, 12:25) | VBC Uni Bern | Mehrzweckhalle Geisshubel, Zollikofen Sędziowie: Slavisa Petkovic i Matthias Pfau |

Grupa C
| 10.10.2022 20:30 (UTC+2) | SV Volley Wyna | 3:0 (25:12, 25:16, 25:17) | VBC Gelterkinden | Menzo Halle Oberstufe, Menziken Sędziowie: Frank Böhme i Roland Geier |

| 16.10.2022 15:00 (UTC+2) | LK Zug | 0:3 (16:25, 19:25, 19:25) | VB Therwil | Sporthalle Zug, Zug Sędziowie: Beatrice Hartmann i Alexandra Widmer |

| 03.10.2022 20:30 (UTC+2) | VC Los Unidos Oberes Seetal | 0:3 (20:25, 26:28, 20:25) | BTV Aarau | Mehrzweckhalle, Bettwil Sędziowie: Renzo Iten i Antonio Cespedes |

| 14.10.2022 20:45 (UTC+2) | Hochdorf Audacia | 3:2 (26:24, 26:24, 19:25, 20:25, 15:9) | Raiffeisen Volleya Obwalden | Sporthalle Baldegg, Baldegg Sędziowie: Martina Jasmin Müller i Ernst Gander |

| 13.10.2022 20:30 (UTC+2) | TV Arlesheim | 3:1 (25:21, 22:25, 25:20, 25:22) | VBC Bubendorf | Sporthalle Hagenbuchen, Arlesheim Sędziowie: Ilenia Scarlino i Tanja Arpagaus |

| 14.10.2022 20:30 (UTC+2) | VBC Laufen | 3:0 (25:20, 25:21, 25:13) | Volley Emmen-Nord | Sporthalle des Gymnasium, Laufen Sędziowie: Theres Rutishauser i Thomas Rutishauser |

| 16.10.2022 17:30 (UTC+2) | Dragons Lugano | 3:1 (25:22, 24:26, 25:19, 25:18) | VBC Buochs | Palamondo, Cadempino Sędziowie: Gianbattista Toma i Patrick Fonio |

| 16.10.2022 14:00 (UTC+2) | TV Lunkhofen | 2:3 (25:20, 15:25, 25:23, 18:25, 14:16) | VBC Kanti Baden | Palamondo, Cadempino Sędziowie: Manuel Hösch i Jolanda Birrer |

Grupa D
| 16.10.2022 15:00 (UTC+2) | VBC Andwil-Arnegg | 1:3 (26:28, 20:25, 25:21, 19:25) | VC Smash Winterthur | Doppelturnhalle Ebnet, Andwil Sędziowie: Benjamin Hess i Thanh Ut Nguyen |

| 05.10.2022 20:30 (UTC+2) | VBC Wittenbach | 0:3 (17:25, 11:25, 23:25) | VBC Einsiedeln | OZ Grünau, Wittenbach Sędziowie: Thanh Ut Nguyen i Benjamin Hess |

| 04.10.2022 20:30 (UTC+2) | Volley Goldach | 0:3 (23:25, 18:25, 23:25) | VBG Klettgau | Turnhallen Bachfeld, Goldach Sędziowie: Miguel Fässler i Matthias Wüthrich |

| 03.10.2022 20:00 (UTC+2) | OTA Volley | 0:3 (0:25, 0:25, 0:25) | VBC Kanti Limmattal | Schulhaus Schweikrüti, Gattikon |

| 01.10.2022 16:00 (UTC+2) | Rainbow Sport Zürich | 2:3 (25:21, 25:21, 21:25, 21:25, 9:15) | VBC Spada Academica | ASVZ Sport Center Irchel, Zurych Sędziowie: Xenia Heid i Thamayanth Kanagalingam |

| 07.10.2022 20:30 (UTC+2) | VC Tornado Adliswil | 0:3 (22:25, 18:25, 20:25) | Volley Bütschwil | Turnhalle Hofern, Adliswil Sędziowie: Christian Wolf i Michael Gena |

| 04.10.2022 20:30 (UTC+2) | Appenzeller Bären | 3:1 (21:25, 25:19, 25:19, 25:20) | Volley Uster | Sporthalle Wühre, Appenzell Sędziowie: Rolf Scheiwiller i Luis Alberto Schäppi |

#### 3. runda
Grupa A+B
| 23.10.2022 18:00 (UTC+2) | Volley Uni Bern | 1:3 (23:25, 25:19, 24:26, 22:25) | VBC Thun | Sporthalle ZSSW 2, Berno Sędziowie: Michelle Pfister i Alfio Sanapo |

| 30.10.2022 15:00 (UTC+1) | SNVB | 3:0 (25:23, 25:23, 25:18) | Volley Oberdiessbach | Salle omnisport du Petit-Lancy, Petit-Lancy Sędziowie: Mihaela Milos i Mathieu Defossez |

| 25.10.2022 21:00 (UTC+2) | VBC E2L | 0:3 (17:25, 18:25, 18:25) | VBC La Côte | Salle de sport du Collège, Cornaux Sędziowie: Sylvie Vuille i Amandine Volpato |

| 23.10.2022 15:00 (UTC+2) | VBC Bussigny | 3:0 (25:21, 25:11, 25:17) | VBC Bulle | Salle de la Tatironne, Bussigny Sędziowie: Jacky Duong i Philippe Rupp |

| 18.10.2022 20:00 (UTC+2) | VBC Uni Bern | 3:0 (25:19, 25:22, 25:20) | Nidau Volley | Turnhalle Brünnen, Berno Sędziowie: Melika Kämpf i Marco Maximilian Kämpf |

| 30.10.2022 16:00 (UTC+1) | VBC Cheseaux | 3:2 (20:25, 26:24, 23:25, 31:29, 15:12) | VBC Münchenbuchsee | Salle du Marais du Billet, Cheseaux-sur-Lausanne Sędziowie: Emilie Marcou i Gregory Messerli |

Grupa C+D
| 30.10.2022 15:30 (UTC+1) | KSC Wiedikon | 2:3 (18:25, 22:25, 29:27, 25:19, 14:16) | VBC Einsiedeln | Kantonsschule Wiedikon, Zurych Sędziowie: Paul Herz i Carlos Enrique Castro |

| 27.10.2022 20:30 (UTC+2) | SV Volley Wyna | 0:3 (23:25, 23:25, 24:26) | VC Smash Winterthur | Schulhaus Breite, Reinach Sędziowie: Jorge Bastante i Antonio Cespedes |

| 21.10.2022 20:45 (UTC+2) | Hochdorf Audacia | 0:3 (19:25, 19:25, 15:25) | VB Therwil | Sporthalle Baldegg, Hochdorf Sędziowie: Christian Reinhold i Ernst Gander |

| 25.10.2022 20:30 (UTC+2) | Volley Bütschwil | 0:3 (20:25, 19:25, 23:25) | BTV Aarau | Turnhalle Breite, Bütschwil Sędziowie: Carlos Enrique Castro i Martin Auricht |

| 23.10.2022 18:30 (UTC+2) | VBC Kanti Limmattal | 1:3 (20:25, 25:21, 20:25, 16:25) | Dragons Lugano | Turnhalle Isenringen, Beckenried Sędziowie: Toni Betschart i Yvonne Süess |

| 29.10.2022 16:00 (UTC+2) | VBG Klettgau | 2:3 (19:25, 25:22, 15:25, 25:22, 13:15) | VBC Laufen | Neue Zimmerberghalle, Beringen Sędziowie: Miguel Fässler i Jonas Andrin Kobler |

| 23.10.2022 10:00 (UTC+2) | VBC Spada Academica | 3:1 (20:25, 25:20, 25:20, 27:25) | TV Arlesheim | ASVZ Sport Center Irchel, Zurych Sędziowie: Thomas Stucki i Paul Herz |

| 30.10.2022 12:00 (UTC+1) | Appenzeller Bären | 1:3 (25:18, 16:25, 19:25, 18:25) | VBC Kanti Baden | Gymnasium St. Antonius, Appenzell Sędziowie: Swen Mallschützke i Martin Auricht |

#### 4. runda
Grupa A+B
| 13.11.2022 14:00 (UTC+1) | SNVB | 3:0 (25:21, 25:21, 25:12) | VBC Uni Bern | Salle omnisport du Petit-Lancy, Petit-Lancy Sędziowie: Charalampos Botsis i Mihaela Milos |

| 06.11.2022 12:00 (UTC+1) | VBC Bussigny | 2:3 (22:25, 25:16, 13:25, 25:19, 5:15) | VBC Thun | Salle de gym de Dessous-le-Mont, Bussigny Sędziowie: Philippe Duvoisin i François Troyon |

Grupa C+D
| 04.11.2022 20:30 (UTC+1) | VBC Einsiedeln | 3:0 (25:21, 27:25, 25:10) | VBC Spada Academica | Sporthalle Brüel, Einsiedeln |

| 13.11.2022 16:00 (UTC+1) | VC Smash Winterthur | 1:3 (20:25, 20:25, 26:24, 11:25) | VBC Kanti Baden | Schulhaus Zinzikon, Winterthur Sędziowie: Carlos Enrique Castro i Stefan Budinsky |

| 13.11.2022 18:00 (UTC+1) | BTV Aarau | 3:0 (25:20, 25:17, 25:19) | VB Therwil | Berufsschule Aarau, Aarau Sędziowie: Andrea Katrin Belser i Stephan Belser |

#### 5. runda
| 27.11.2022 19:30 (UTC+1) | VBC Cheseaux | 0:3 (18:25, 14:25, 15:25) | Colombier Volley | Salle du Marais du Billet, Cheseaux-sur-Lausanne Sędziowie: Bryan Perdrizat i Elginot Groubel |

| 27.11.2022 16:00 (UTC+1) | VBC Laufen | 1:3 (18:25, 25:23, 14:25, 16:25) | City Volley Basel | Sporthalle Sekundarschule Laufental, Laufen Sędziowie: Carina Dettenrieder i Hugo Spahni |

| 27.11.2022 15:00 (UTC+1) | SNVB | 3:0 (25:21, 28:26, 25:19) | VBC Thun | Salle omnisport du Petit-Lancy, Petit-Lancy Sędziowie: Miguel Diez Ibanez i Salvatore Finocchiaro |

| 27.11.2022 18:00 (UTC+1) | VBC La Côte | 0:3 (20:25, 17:25, 21:25) | BTV Aarau | Collège des Tuillières, Gland Sędziowie: Marc-Antoine Boccali i Philippe Duvoisin |

| 27.11.2022 17:00 (UTC+1) | VBC Kanti Baden | 2:3 (25:20, 25:23, 20:25, 18:25, 12:15) | Volleyball Papiermühle | Kantonsschule Baden, Baden Sędziowie: Blerta Kurtishi i Andrea Katrin Belser |

| 27.11.2022 17:30 (UTC+1) | Dragons Lugano | 0:3 (18:25, 16:25, 17:25) | STV St. Gallen | Palestra Lambertenghi, Lugano Sędziowie: Luca Canepa i Patrick Fonio |

#### 6. runda
| 11.12.2022 17:00 (UTC+1) | VBC Einsiedeln | 0:3 (19:25, 25:27, 21:25) | VBC Voléro Zürich | Sporthalle Brüel, Einsiedeln Sędziowie: Maciej Ciemięga i Thanh Ut Nguyen |

| 11.12.2022 16:00 (UTC+1) | STV St. Gallen | 3:1 (22:25, 25:19, 25:19, 25:18) | VBC Servette Star-Onex | Alte Turnhalle Kreuzbleiche, St. Gallen Sędziowie: Sandra Auricht i Marcel Sieber |

| 11.12.2022 15:00 (UTC+1) | SNVB | 2:3 (12:25, 23:25, 25:22, 25:21, 7:15) | VBC Züri Unterland | Salle omnisport du Petit-Lancy, Petit-Lancy Sędziowie: François Troyon i Mihaela Milos |

| 11.12.2022 18:30 (UTC+1) | VBC Sursee | 2:3 (25:18, 16:25, 25:22, 25:27, 7:15) | Lutry-Lavaux Volleyball | Sporthalle Kottenmatte, Sursee Sędziowie: Roland Geier i Christian Peter Schmid |

### Faza główna

#### 1/8 finału
| 15.01.2023 20:00 (UTC+1) | TSV Jona Volleyball | 1:3 (18:25, 26:28, 25:19, 23:25) | Volley Näfels | Sporthalle Grünfeld, Jona Sędziowie: Aleksander Sikanjic i Laura Rüegg |

| 15.01.2023 13:00 (UTC+1) | VBC Züri Unterland | 0:3 (17:25, 19:25, 19:25) | Lindaren Volley Amriswil | Sporthalle Ruebisbach, Kloten Sędziowie: Vladimir Simonovic i Christian Schemeth |

| 15.01.2023 17:00 (UTC+1) | STV St. Gallen | 3:0 (25:20, 25:17, 25:16) | City Volley Basel | Alte Turnhalle Kreuzbleiche, St. Gallen Sędziowie: Simone Cejka i Matthias Wüthrich |

| 15.01.2023 16:00 (UTC+1) | Volleyball Papiermühle | 3:2 (25:20, 18:25, 22:25, 26:24, 15:11) | Colombier Volley | Turnhalle Matte, Berno Sędziowie: Francisco Droguett i Mirjam Aschwanden |

| 15.01.2023 16:00 (UTC+1) | BTV Aarau | 0:3 (18:25, 22:25, 13:25) | Concordia Volley Luzern | Berufsschule Aarau, Aarau Sędziowie: Yves Kälin i Christian Peter Schmid |

| 15.01.2023 15:00 (UTC+1) | VBC Voléro Zürich | 0:3 (14:25, 10:25, 19:25) | Chênois Genève Volleyball | Sportanlage Im Birch, Zurych Sędziowie: Jorge Bastante i Dominik Zindel |

| 15.01.2023 17:00 (UTC+1) | Lausanne UC | 3:1 (27:29, 26:24, 25:20, 25:19) | Volley Schönenwerd | Centre Sportif Universitaire de Dorigny – SOS II, Lozanna Sędziowie: François Troyon i Cédric Grellier |

#### Ćwierćfinały
| 29.01.2023 15:00 (UTC+1) | STV St. Gallen | 0:3 (19:25, 24:26, 24:26) | Lausanne UC | Alte Turnhalle Kreuzbleiche, St. Gallen Sędziowie: Aleksander Sikanjic i Matthias Wüthrich |

| 29.01.2023 16:00 (UTC+1) | Lindaren Volley Amriswil | 3:0 (25:19, 25:22, 25:18) | Concordia Volley Luzern | Sporthalle Tellenfeld, Amriswil Sędziowie: Philippe Enkerli i Cédric Grellier |

| 29.01.2023 18:00 (UTC+1) | Chênois Genève Volleyball | 3:2 (25:13, 25:22, 19:25, 20:25, 15:8) | Volley Näfels | Centre Sportif Sous-Moulin, Thônex Sędziowie: Vladimir Simonovic i Christian Wolf |

| 29.01.2023 16:00 (UTC+1) | Volleyball Papiermühle | 3:1 (25:23, 22:25, 25:17, 25:20) | Lutry-Lavaux Volleyball | Schulhaus Altikofen, Ittigen Sędziowie: Mihaela Milos i Francisco Droguett |

#### Półfinały
| 12.02.2023 17:00 (UTC+1) | Volleyball Papiermühle | 1:3 (17:25, 25:23, 16:25, 22:25) | Lausanne UC | Schulhaus Altikofen, Ittigen Sędziowie: François Troyon i Mihaela Milos |

| 12.02.2023 18:00 (UTC+1) | Chênois Genève Volleyball | 3:2 (23:25, 25:22, 27:29, 25:22, 16:14) | Lindaren Volley Amriswil | Centre Sportif Sous-Moulin, Thônex Sędziowie: Philippe Enkerli i Francisco Droguett |

#### Finał
| 25.03.2023 13:30 (UTC+1) | Lausanne UC | 1:3 (15:25, 25:21, 13:25, 20:25) | Chênois Genève Volleyball | Axa Arena, Winterthur Widzów: 1910 Sędziowie: Yves Kälin i Cédric Grellier MVP: Germán Johansen / Dejan Radić |